# Kraftwerk Abelvattnet
Das Kraftwerk Abelvattnet (schwedisch Abelvattnets kraftverk) ist ein Wasserkraftwerk in der Gemeinde Storuman, Provinz Västerbottens län, Schweden, das sich zwischen den beiden Seen Abelvattnet und Bleriken befindet. Es ging im Januar 2011 in Betrieb. Das Kraftwerk ist im Besitz von Vattenfall und wird auch von Vattenfall betrieben.

## Absperrbauwerk
Das Absperrbauwerk besteht aus einem Steinschüttdamm mit einer Höhe von 18 (bzw. 26) m und einer Länge von 550 m, der sich am Abfluss des Gejmån, einem Nebenfluss des Ume älv, aus dem See Abelvattnet befindet. Die Hochwasserentlastung befindet sich auf der rechten Seite des Staudamms.
Der Staudamm wurde Ende der 1960er Jahre errichtet.

## See
Das maximale Stauziel des Sees Abelvattnet liegt bei 667,6 m über dem Meeresspiegel, das minimale bei 652 m. Der See erstreckt sich über eine Fläche von 30 (bzw. 33) km² und fasst 398 (bzw. 400 oder 407) Mio. m³ Wasser.

## Kraftwerk
Das Kraftwerk befindet sich auf der rechten Seite des Staudamms ca. 50 m unterhalb des Damms. Es ging im Januar 2011 in Betrieb. Das Kraftwerk verfügt mit einer Kaplan-Turbine über eine installierte Leistung von 4,6 (bzw. 4,8 oder 5) MW. Die durchschnittliche Jahreserzeugung liegt bei 14 (bzw. 14,2) Mio. kWh.
Die maximale Fallhöhe beträgt 22 m. Der maximale Durchfluss liegt bei 23 m³/s.

## Sonstiges
Die Kosten für die Errichtung des Kraftwerks werden mit 100 Mio. SEK angegeben.